# Anorus parvicollis
Anorus parvicollis är en skalbaggsart som beskrevs av Horn 1894. Anorus parvicollis ingår i släktet Anorus och familjen mossbaggar. Inga underarter finns listade i Catalogue of Life.